# Défilé des prisonniers de guerre allemands à Moscou

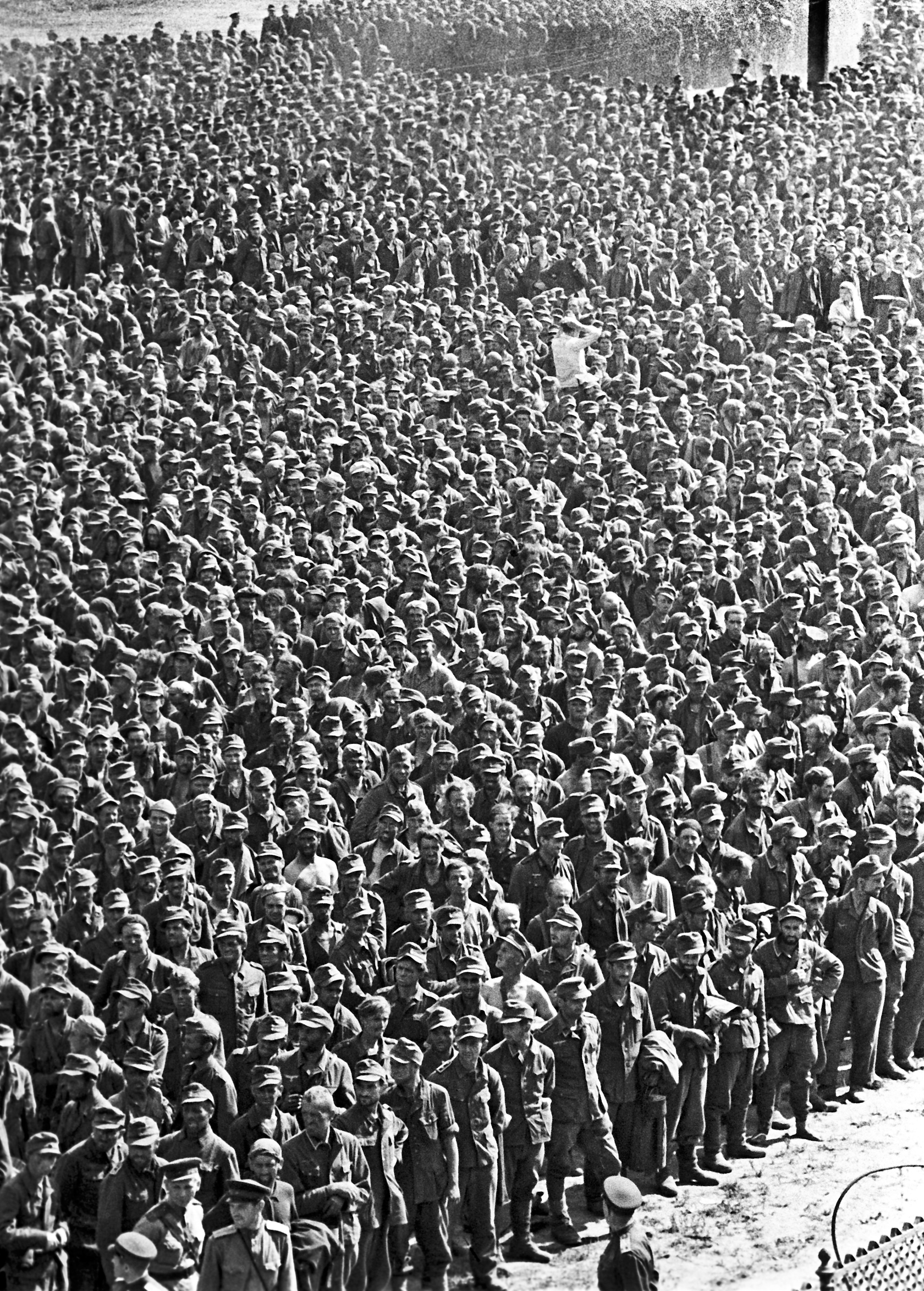
Rassemblement des prisonniers de guerre allemands à Moscou en 1944.

Le défilé des prisonniers de guerre allemands à Moscou, également connu sous le nom de « marche des vaincus », est un défilé, organisé le 17 juillet 1944 dans les rues de Moscou, en Union soviétique, de 57 000 prisonniers de guerre allemands, capturés par le premier, deuxième et troisième front biélorusse de l'Armée rouge lors de l'opération de libération de la Biélorussie baptisée Bagration,.
Deux cortèges sont formés, l'un de 42 000 prisonniers et l'autre de 15 000 prisonniers. Le premier est rassemblé aux abords du stade hippodrome de Moscou et du stade Dynamo. Son défilé, d'une durée de deux heures et 25 minutes, a rejoint la gare de Koursk, en passant notamment par la route de Léningrad, la rue Gorky (actuelle rue Tverskaïa) et la ceinture des Jardins, trois importantes artères de Moscou. Le deuxième groupe rejoint la place Maïakovski (actuelle place Trioumfalnaïa) à la gare Kanatchikovo, en passant par la ceinture des Jardins. Ce défilé a duré quatre heures et 20 minutes.